# 小行星8873
小行星8873（英語：8873）是一颗围绕太阳公转的小行星。1992年10月21日，水野義兼、古田俊正在可儿市发现了此天体。
这颗小行星的绝对星等为293.68409等。